# Lawrence Weiner (componist)
Lawrence Weiner (Cleveland (Ohio), 22 juni 1932 – Austin (Texas), 26 juni 2009) was een Amerikaans componist, arrangeur en muziekpedagoog.

## Biografie
Weiner studeerde muziek aan de Universiteit van Texas in Austin en behaalde in 1954 zijn Bachelor of Music en in 1956 zijn Master of Music. Zijn leraren waren onder andere Kent Kennan, Janet McGaughey, James Clifton Williams en E. Williams Doty. Aansluitend studeerde hij nog aan de St. Mary's University in San Antonio (Texas), Indiana University, Bloomington (Indiana) en aan de Universiteit van Miami in Coral Gables, Florida, waar hij in 1972 tot doctor promoveerde. Verdere leraren waren onder andere Juan Orrego-Salas en Alfred Reed. 
Daarna werd hij lid van de Fourth United States Army Band in Fort Sam Houston, in San Antonio. Voor dit orkest componeerde en arrangeerde hij ook. In 1974 werd hij docent en later professor aan de Texas A & M University in Corpus Christi. In deze functie was hij werkzaam tot 2003. Sindsdien is hij professor emeritus van deze universiteit.
Weiner schreef tot nu meer dan 160 composities, waarvan meer dan 50 gepubliceerd werden. In 1967 werd hij met de Ostwald Award van de American Bandmasters Association onderscheiden voor zijn werk Daedalic Symphony voor harmonieorkest. In 1988/1989 werd hij met de  ASCAP (American Society of Composers, Authors and Publishers) award onderscheiden.
Lawrence Weiner overleed in 2009 op 77-jarige leeftijd.

## Composities

### Werken voor orkest
- 1958 Elegy, voor strijkorkest
- 1982 Capriccio, voor piano en strijkorkest
- 1983 Symphonic Etude, voor orkest
- 1984 Concerto, voor piano en orkest
- 1985 Concerto, voor gitaar en orkest
- 1988 Quest for Peace, voor gemengd koor en orkest
- 1989 Adagio, voor hoorn en strijkers
- 1989 Drie dans-scènes uit "Chipita Rodriguez", voor orkest
- 1989 Symphonic overture, voor orkest
- 1991 Concerto, voor fluit en orkest
- 1991 Reflections, voor blazerskwintet en strijkorkest
- 1993 Concerto, voor altviool en orkest
- 1995 Spheres, voor orkest
- 1995 Festivo, een uitgebreide fanfare voor orkest
- 1999 Discourse, voor klarinet en strijkers
- 2001 Concerto, voor blokfluit en orkest

### Werken voor harmonieorkest
- 1963 Atropos
- 1967 Daedalic Symphony (Ostwald Award Winner 1967)
- 1970 Air for Band
- 1970 Benediction
- 1970 Drie fanfares
- 1971 Chorale and Fugue
- 1972 Third Symphony
- 1973 The Streets of Laredo
- 1974 Tertian Suite
- 1974 Reflective Prelude
- 1975 Fanfare, Fantasy and Fugue
- 1975 Commemoration Overture
- 1977 Two visual Perceptions
- 1977 Introspection
- 1977 The Centaurs
- 1979 Prologue and Toccata
- 1979 Introit and Variants
- 1981 Structures
- 1983 Symphonic Etude
- 1991 Chrominance
- 1995 Pegasus
- 1995 Adagio
- Cataphonics
- Csürdöngölö
- Peregi Verbunk

### Toneelwerken
- 1981 Chipita Rodriguez, opera-ballet

### Werken voor koren
- 1966 Lamentations, voor vrouwenkoor, solisten, zes houtblazers en harp
- 1975 Three Japanese Poems, voor gemengd koor, harp en drie slagwerkers

### Vocale muziek
- 1984 Three love songs, voor sopraan en piano
- 1991 Circle of women, voor sopraan en piano
- 1995 Tefillot L' Shalom, voor sopraan en piano
- 1999 Goddesses and Angels, voor sopraan en piano

### Kamermuziek
- 1966 Commentations, voor fluit en piano
- 1970 Tweede suite, voor kopersextet
- 1973 Fusions, voor altfluit en vibrafoon
- 1982 Prelude and Canzona, voor tromboneoktet
- 1983 Prelude, Air and Fugue, voor koperkwintet
- 1983 Serenade, voor harp en vibrafoon
- 1984 Sonata, voor marimba, vibrafoon en piano
- 1986 Fantasy, voor klarinet en piano
- 1987 Rhapsody, voor cello en piano
- 1987 Two by two, voor marimba en vibrafoon
- 1990 Sonata, voor trombone en piano
- 1990 Theme and Variants, voor fluit, cello en harp
- 1991 Five Episodes, voor twee violen
- 1991 Triplexity, voor marimba en piano
- 1992 Five Sketches, voor fluit en harp
- 1992 Three Sketches, voor koperkwintet
- 1993 Quaternion, voor fluit, cello, hoorn en piano
- 1995 Trio Sonata, voor sopraan-saxofoon, cello en piano
- 1996 Toccata, voor saxofoonkwartet
- 1997 Duologue, voor fagot en harp (of: piano)
- 1997 Intrada, voor koperkwintet en drum-set
- 1997 Triptych, voor twee trompetten en piano
- 1998 Sonata, voor blokfluiten en piano
- 1999 Suite, voor strijkkwartet
- 2000 Abstraction and Conflux, voor marimba en piano
- 2000 Serenade, voor hobo, fagot en piano

### Werken voor piano
- 1976 Toccata
- 1981 Dialogues voor piano trio
- 1986 Elegy (in memory of Fred Cervantes)
- 1987 Fantasy, voor piano
- 1988 Three intermezzi
- 1990 Dialogues no. 2 voor piano trio
- 1990 Scherzo
- 1992 Nocturne
- 1992 Sonata
- 1993 Remembrance (in memory of Joe B. Franz)
- 1993 Theme and Variations
- 1996 Addio (in memory of James Barbagallo)
- 1996 Rhapsody
- 1996 Two Impromptus
- 1998 Collages
- 1998 Quartus, voor pianokwartet

### Werken voor gitaar
- 1979 Suite
- 1993 Impromptu voor gitaar-trio

### Werken voor slagwerk
- 1969 Cataphonics, voor slagwerk-ensemble
- 1976 Perspectives, voor slagwerk-ensemble
- 1990 Three by four, voor slagwerk-ensemble

### Pedagogische werken
- 1970 Sounds of Contemporary Harmonies als co-auteur
- 1973 Vocal Sounds of 20th Century Harmonies